# Maeline Mendy
Pour les articles homonymes, voir Mendy.
Maeline Mendy, née le 26 décembre 2006 à Nogent-sur-Marne, est une footballeuse française. Elle évolue actuellement au poste de milieu de terrain à l'OL Lyonnes.

## Biographie
Maeline Mendy commence le football à l'AS Val-de-Fontenay, où elle joue avec les équipes de garçons, à 3 ans et demi. À onze ans, elle rejoint le RC Joinville, où elle est capitaine de l'équipe U14 masculine. Elle participe ensuite à la Danone Cup avec l'Olympique lyonnais, et est élue meilleure joueuse du tournoi. Elle signe ensuite avec le club lyonnais. Elle remporte le championnat U19 en 2023.
Elle est capitaine des moins de 17 ans françaises, avec qui elle remporte l'Euro 2023. En demi-finale face à la Suisse, elle inscrit un triplé ainsi que deux passes décisives, dont un centre-tir tiré quasiment du poteau de corner. Elle marque ensuite sur penalty le troisième but de la France en finale face à l'Espagne. Elle termine meilleure buteuse de la compétition avec 5 réalisations, à égalité avec sa compatriote et coéquipière en club Liana Joseph et avec l'Espagnole Vicky López.
Maeline Mendy dispute son premier match professionnel le 3 mars 2024 lors du déplacement de Lyon à Dijon en championnat où elle joue deux minutes en fin de match. Le 24 avril 2024, lors de la 21e journée de D1 Arkema face à Guingamp, elle connaît sa première titularisation avec l'équipe première, et marque son premier but à la 25e minute.
Lors de la deuxième partie de saison 2024-2025, elle est prêtée avec Liana Joseph au RC Strasbourg. Elle dispute dix matches et participe au maintien du club alsacien. Elle dispute ensuite l'Euro des moins de 19 ans, où la France atteint la finale (défaite 0-4 face à l'Espagne), et est nommée meilleure joueuse du tournoi.

## Palmarès
Olympique lyonnais
- Championnat de France (1) :
  - Championne en 2024
- Championnat de France des moins de 19 ans (1) :
  - Championne en 2022-2023
- Trophée des championnes (1) :
  - Vainqueur en 2023

 France U17
- Euro U17 (1) :
  - Vainqueur en 2023